# Championnat de Bahreïn de football 2012-2013
Navigation
Saison précédente Saison suivante
La saison 2012-2013 du Championnat de Bahreïn de football est la cinquante-septième édition du championnat national de première division à Bahreïn. Les dix meilleurs clubs du pays sont regroupés au sein d'une poule unique et s'affrontent deux fois au cours de la compétition, à domicile et à l'extérieur. En fin de saison, le dernier du classement est relégué tandis que l'avant-dernier doit disputer un barrage de promotion-relégation face au vice-champion de D2.
C'est le Busaiteen Club qui remporte la compétition après avoir terminé en tête du classement final, avec deux points d'avance sur Al Muharraq Club et sept sur Al Hidd Club. C'est le tout premier titre de champion de Bahreïn de l'histoire du club.

## Les clubs participants
| - Al Muharraq Club - Riffa Club - Al Hidd Club - Al Najma Club - Manama Club | - Malikiya Club - Promu de D2 - Busaiteen Club - Al-Shabab Club - Promu de D2 - Al Hala SC - Bahrain Club |

## Compétition

### Classement
Le classement est établi sur le barème de points classique (victoire à 3 points, match nul à 1, défaite à 0).
| Rang | Équipe            | Pts | J  | G  | N | P  | Bp | Bc | Diff |
| ---- | ----------------- | --- | -- | -- | - | -- | -- | -- | ---- |
| 1    | Busaiteen Club    | 44  | 18 | 14 | 2 | 2  | 44 | 12 | +32  |
| 2    | Al Muharraq ClubC | 42  | 18 | 13 | 3 | 2  | 41 | 11 | +30  |
| 3    | Al Hidd Club      | 37  | 18 | 12 | 1 | 5  | 38 | 19 | +19  |
| 4    | Riffa ClubT       | 28  | 18 | 8  | 4 | 6  | 24 | 24 | 0    |
| 5    | Manama Club       | 23  | 18 | 6  | 5 | 7  | 36 | 31 | +5   |
| 6    | Al Najma Club -3  | 22  | 18 | 7  | 4 | 7  | 18 | 30 | -12  |
| 7    | Al Hala SC        | 16  | 18 | 4  | 4 | 10 | 26 | 33 | -7   |
| 8    | Al-Shabab ClubP   | 13  | 18 | 3  | 4 | 11 | 22 | 38 | -16  |
| 9    | Malikiya ClubP    | 13  | 18 | 3  | 4 | 11 | 18 | 35 | -17  |
| 10   | Bahrain Club      | 11  | 18 | 2  | 5 | 11 | 24 | 59 | -35  |

|  | Qualification pour le tour préliminaire de la Ligue des champions de l'AFC 2014 et pour la Coupe de l'UAFA 2013-2014 |
|  | Qualification pour la Coupe de l'AFC 2014                                                                            |
|  | Qualification pour la Coupe du golfe des clubs champions 2014                                                        |
|  | Participation au barrage de promotion-relégation                                                                     |
|  | Relégation directe en deuxième division                                                                              |
|  | T : Tenant du titre C : Vainqueur de la Coupe du Bahreïn P : Promu de D2                                             |

### Matchs

#### Barrage de promotion-relégation
| Équipe 1      | Résultat | Équipe 2        | Aller | Retour |
| ------------- | -------- | --------------- | ----- | ------ |
| Malikiya Club | 2 - 1    | (D2) East Riffa | 1 - 0 | 1 - 1  |

- Les deux clubs se maintiennent dans leur championnat respectif.

## Bilan de la saison
| Championnat de Bahreïn de football 2012-2013                        |                            |
| Champion                                                            | Busaiteen Club (1er titre) |
| Coupes et trophées                                                  |                            |
| Vainqueur de la Coupe de Bahreïn 2012-2013                          | Al Muharraq Club           |
| Qualifications continentales                                        |                            |
| Ligue des champions de l'AFC 2014 (tour préliminaire)               | Al Hidd Club               |
| Coupe de l'AFC 2014                                                 | Riffa Club                 |
| Coupe du golfe des clubs champions 2014                             | Busaiteen Club             |
| Coupe du golfe des clubs champions 2014                             | Al Muharraq Club           |
| Coupe de l'UAFA 2013-2014                                           | Al Hidd Club               |
| Promotions et relégations                                           |                            |
| Promus en Bahraini Premier League                                   | Setra Club                 |
| Relégués en Championnat de Bahreïn de football de deuxième division | Bahrain Club               |